# Aderus populneus
Aderus populneus es una especie de coleóptero de la familia Aderidae. Fue descrita científicamente por Christian Creutzer y Georg Wolfgang Franz Panzer en 1796. Es la especie tipo de género Aderus y fue redescrita por Gompel y Barrau en 2002. Tiene ojos grandes y antenas pubescentes, mide 1.5-2mm.

## Distribución geográfica
Habita en América Septentrional (donde es una especie introducida), Europa, Chipre y Asia Central.